# 栗城亜衣
栗城 亜衣（くりき あい、1994年4月25日 - ）は、日本の元女優。元ボックスコーポレーション所属。愛称は、くりきんとん、まろきゃんなど。
千葉県出身。

## 略歴
- 2009年、井村屋のCMに田中律子の娘役で出演しデビュー。
- 2010年6月公開の映画『告白』に佐々木真樹役で出演し映画デビュー。
- 2015年8月31日をもって芸能活動を終了[2]

## 人物
- 特技は乗馬・クラシックバレエ
- 2歳の頃からスキーをやっている[3]。
- 2012年11月11日、大学に合格したことをブログで報告[4]。

## 出演
役名の太字は主演作品。

### 舞台
- “STRAYDOG”番外公演「へなちょこヴィーナス」（2010年9月1日-5日、ウッディシアター中目黒） - ヤス子 役[注 1]
- “STRAYDOG”Seedling「へなちょこヴィーナス」（2011年1月26日-30日、劇場MOMO） - 相原みどり 役[注 2]
- “STRAYDOG”Seedling「淑女(レディ)のお作法」（2011年6月15日-19日、池袋GEKIBA） - 吉田ともみ 役
- “STRAYDOG”Produce「問題のない私たち」（2011年8月9日-14日、テアトルBONBON） - 山下翠 役[注 3]
- SPECIAL BOX Vol.1「ゴジラ」（2011年9月30日-10月2日、新宿シアターモリエール） - エミ 役
- “STRAYDOG”Seedling「レディ・ゴー！」（2011年11月2日-6日、池袋GEKIBA） - 未央 役

### 映画
- 告白（2010年6月5日、東宝、中島哲也監督） - 佐々木真樹 役
- 高校デビュー（2011年4月1日、アスミック・エース、英勉監督） - 女子高生 役
- ジョーカーゲーム（2012年12月22日、AMGエンタテインメント、渡邊貴文監督）

### テレビドラマ
- 天装戦隊ゴセイジャー 第27話（2010年8月22日、テレビ朝日） - 真紀 役
- 仮面ライダー鎧武/ガイム 第12話（2014年1月5日、テレビ朝日）
- BS時代劇 神谷玄次郎捕物控 第2話（2014年4月11日、NHK BSプレミアム）
- ラスト・ドクター〜監察医アキタの検死報告〜 第7話（2014年8月29日、テレビ東京） - あやめ 役

### オリジナルビデオ
- スミレ刑事の花咲く事件簿 episode 2、4（2011年5月2日発売）
- ひきこさんの惨劇（2013年8月2日、アムモ98）

### CM
- 井村屋製菓「肉まん・あんまん」（2009年、田中律子の娘）
- プロアクティブ『EVERYBODY DO部活』篇（2011年、化学部員）
- 第一生命 順風ライフ パワーメディカル 「ここまでやる安心」篇（2013年 - ）